# Császár Imre
Császár Imre (Kaposvár, 1864. augusztus 27. – Budapest, 1933. szeptember 18.) színész, színiakadémiai tanár, Alszeghy Irma férje.

## Élete
1885-ben végezte el a Színiakadémiát. Ezt követően Erdélyben, Kolozsvárott szerepelt, majd 1886-ban Krecsányi Ignác szerződtette Aradra. 1887-től tagja a Nemzeti Színháznak, melynek 1907-től örökös tagja. 1894-től a Színi Akadémia tanára.
A Színi Akadémián ismerkedett meg későbbi feleségével Alszeghy Irmával, akivel a Nemzeti Színházban is összefonódott sorsuk, s számtalan darabban játszottak közösen.
Mivel hátgerinc-sorvadása egyre jobban kínozta, felhagyott a színjátszással és 25 éven keresztül a Színiakadémia tanára volt. Egykori tanártársa, Csathó Kálmán azt mondta róla, hogy növendékei tőle tanulták a legtöbbet. Bajor Gizi, Törzs Jenő, Rajnai Gábor és többek évtizedekkel később is szeretettel emlékeztek meg Császár Imréről.
Hölgyeim, csókolom mindannyiuk kezét, a márkinő kacsóján - lehajolt és megcsókolta partnere és egyben felesége Alszeghy Irma kezét, azután kiegyenesedett - „viszont látásra a másvilágon”. Botjára támaszkodva kiment méltóságteljesen, egyenes derékkal a színpadról. Néztünk utána megdöbbenve és ájult lélekkel, mindannyian megéreztük körülötte, hogy itt valami rendkívüli történt, sokkal több, mint az, hogy Császár Imre elmondta szerepének utolsó szavait

## Fontosabb színházi szerepei
- Berczik Árpád: Himfy dalai - Bezerédy
- Szigligeti Ede: Liliomfi - Liliomfi
- Barriere-Murger: Bohém világ - Schaunard
- William Shakespeare: Rómeó és Júlia - Mercutio
- Madách Imre: Az ember tragédiája - Lucifer
- Martos F.: Simonyi óbester - Simonyi óbester
- Herczeg Ferenc: Dolovai nábob leánya - Tarján
- Madách Imre: Az ember tragédiája - Márki

## Filmszereplés
- Leánybecsület (1923, magyar némafilm)

## Galéria

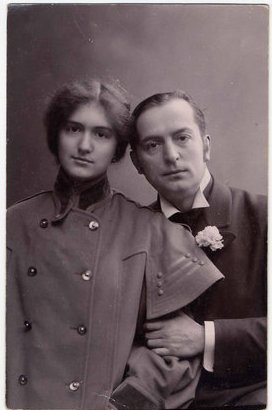
Feleségével, Alszeghy Irmával 1888-ban
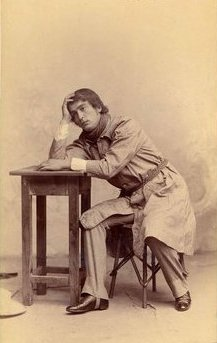
Császár Imre ismeretlen szerepben
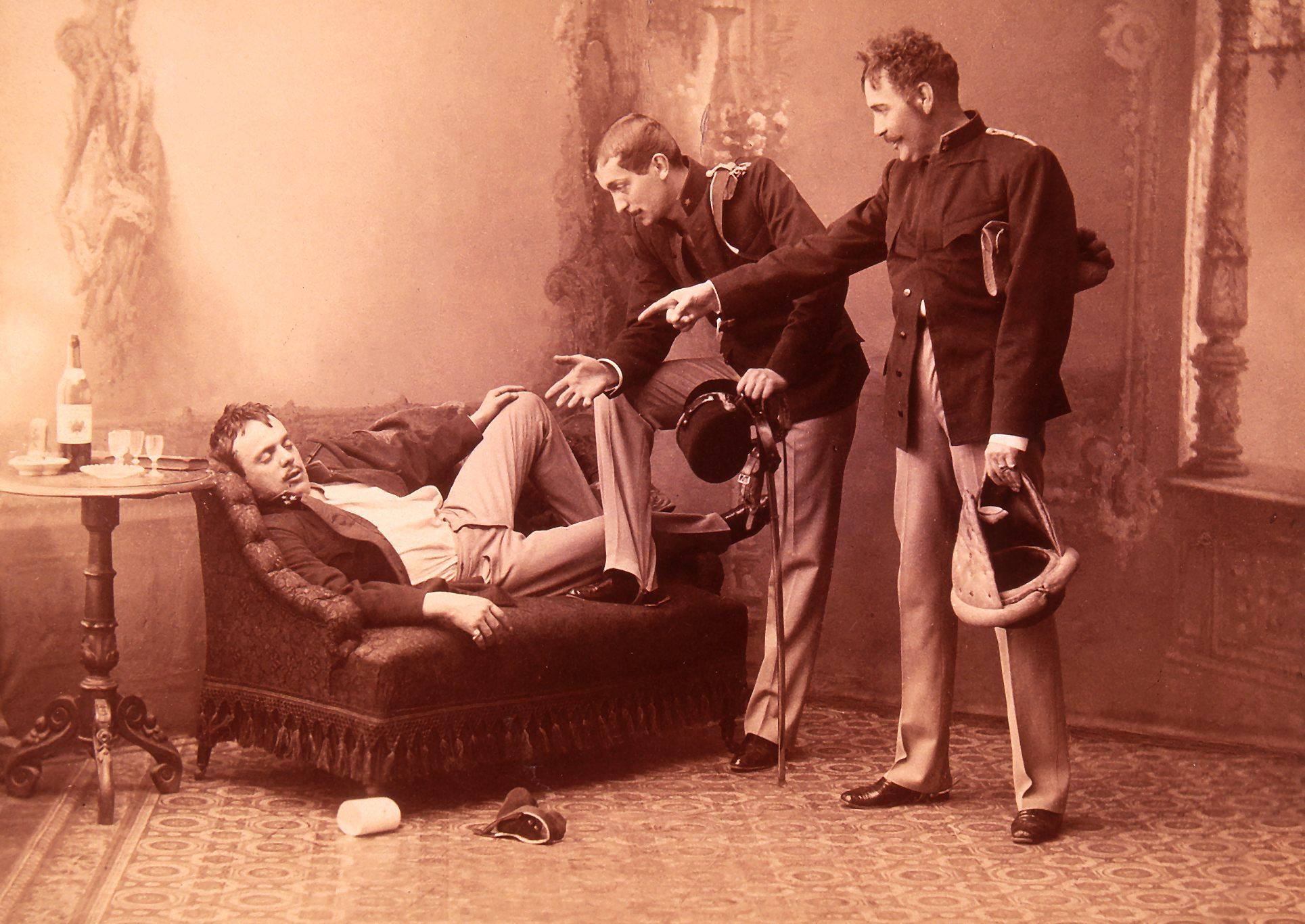
Herczeg Ferenc: A dolovai nábob lánya darabban Zilahy Gyula, Császár Imre, Náday Ferenc hármasa, Nemzeti Színház, 1893
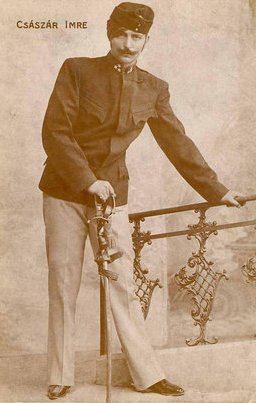
Császár Imre A dolovai nábob lánya darabban Tarján főhadnagyként. Nemzeti Színház, 1901.
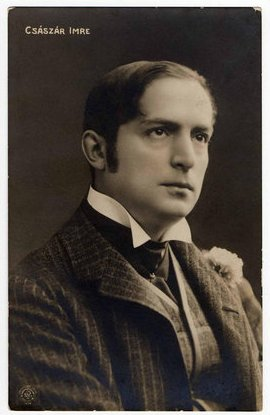
1905-ben, 41 évesen